# ブレード/刀
『ブレード/刀』は、1995年公開の香港映画。1967年の香港映画『片腕必殺剣』のリメイク。ツイ・ハーク監督。

## ストーリー
ならず者のルンは、無敵の"空飛ぶ剣技"によって各地で暴れまくっていた。ルンに襲われた刀鍛冶のテンゴンは、父の形見である剣を折られ、さらに片腕まで失い生死をさまよう。しかし、村の娘に助けられ九死に一生を得る。その後、テンゴンは古代の奥義書を偶然に見つけ、独学で究極の剣技を身につける。
復讐に燃えるテンゴンとルンのラストバトルは、目にも止まらぬ激しい剣戟が繰り広げられ、剣が空を舞うその様は美しいダンスのよう。最後にテンゴンは、ついにルンを凌駕し、「お前の剣は遅すぎる」という決め台詞で勝利する。

## キャスト
※括弧内は日本語吹替
- テンゴン - チウ・マンチェク（落合弘治）
- ルン - ホン・ヤンヤン（江原正士）
- 刀匠 - ウェイ・ティンチー（佐久田脩）
- チュタオ - チャン・ホー（小杉十郎太）
- リン - ソニー・スー（小林さやか）
- アママー - チャウ・カーリン（田中敦子）
- ルンの部下 - ジェイソン・チュー
- 盗賊 - マイケル・ツェー

## スタッフ
- 監督・脚本・製作・編集：ツイ・ハーク
- 音楽：ウィリアム・フー、レイモンド・ウォン
- 製作総指揮：レイモンド・チョウ
- 主題歌：サリー・イップ
- 美術：ウィリアム・チャン
- 武術指導：ユン・ブン、マン・ホイ、トン・ワイ
- 衣装：ウィリアム・チャン